# Altiplano (platå i Antarktis)
Altiplano är en platå i Antarktis. Den ligger i Östantarktis. Nya Zeeland gör anspråk på området.